# Oxycopis vittata
Oxycopis vittata là một loài bọ cánh cứng trong họ Oedemeridae. Loài này được Fabricius miêu tả khoa học năm 1775.